# Transmission hydrostatique
 (mars 2012).
Si vous disposez d'ouvrages ou d'articles de référence ou si vous connaissez des sites web de qualité traitant du thème abordé ici, merci de compléter l'article en donnant les références utiles à sa vérifiabilité et en les liant à la section « Notes et références ».
La transmission hydrostatique aussi appelée transmission hydraulique est un type de transmission dans laquelle une source d'énergie rotative (souvent un moteur électrique ou thermique) entraîne une pompe hydraulique (volumétrique de haute précision), ce générateur de débit transforme l'énergie mécanique en énergie hydraulique ou hydrostatique, ce débit est véhiculé par des tuyauteries ou canalisations flexibles (beaucoup plus facile qu'un arbre de transmission, car cela supprime par nature la nécessité d'utiliser des articulations mécaniques comme les cardans), vers un récepteur, vérin ou moteur hydraulique hydrostatique, qui à son tour retransforme l'énergie hydraulique en énergie mécanique. Entre les deux, il y a une soupape de sécurité et souvent un dispositif d'inversion de sens de rotation. Ce système peut être à circuit ouvert ou circuit fermé.

## Circuit ouvert
Dans un circuit ouvert l'huile circule du réservoir vers la pompe qui la refoule vers l'organe moteur (vérin ou moteur hydraulique hydrostatique). Puis elle retourne au réservoir. Très pratique quand il y a une multitude de moteurs à entraîner. Exemple : un arracheur de betteraves ou d'endives, comprenant plusieurs dizaines de moteurs hydrauliques.
Sur de gros engins roulants, les puissances élevées, comme celles nécessaires à l'avancement, sont en circuits fermés, les petits accessoires moins puissants sont en circuit ouvert.

## Circuit fermé

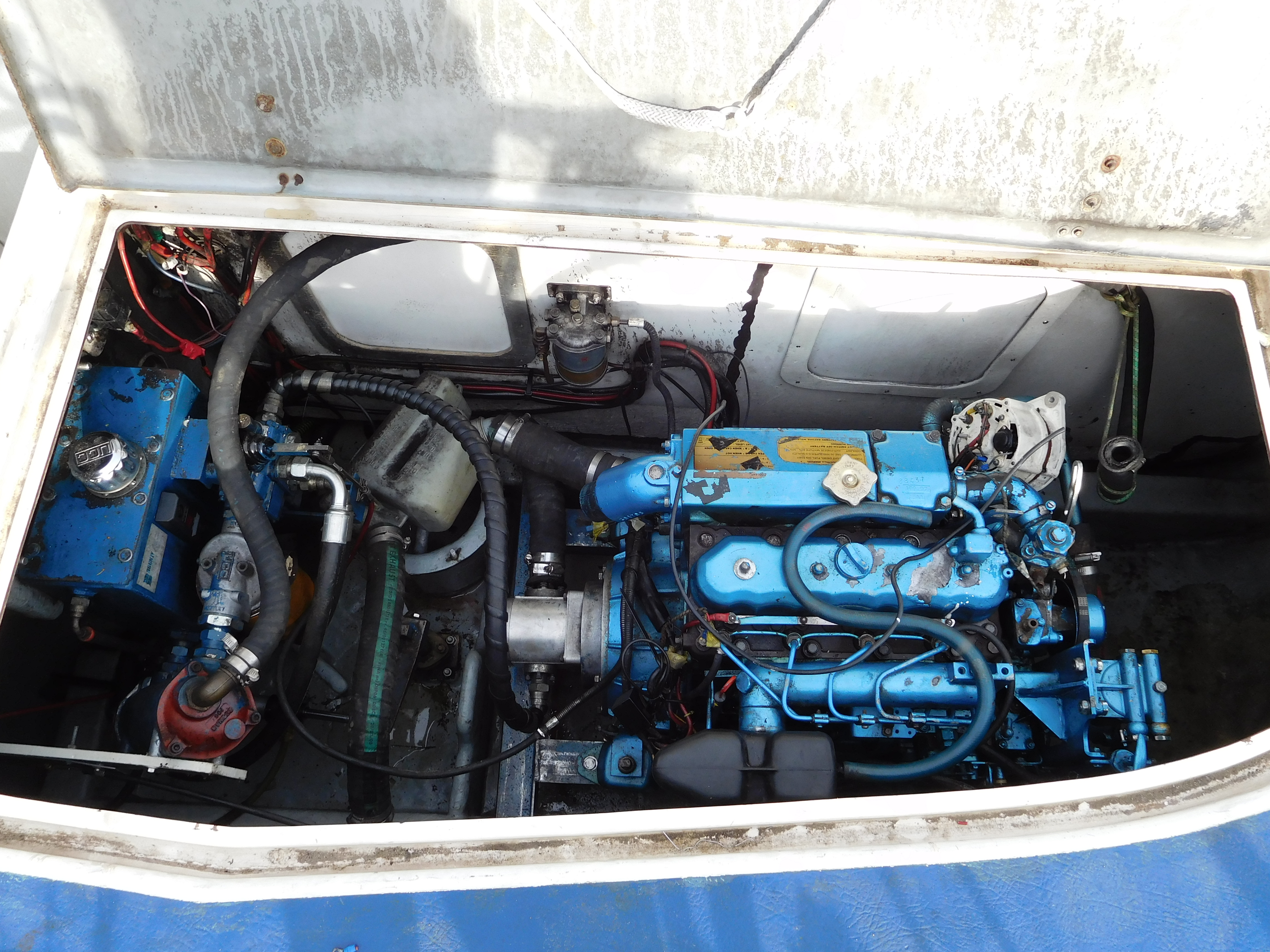
Moteur diesel et système d'entraînement hydrostatique d'une hélice de bateau.

Son principe consiste en une circulation de l'huile de la pompe vers le moteur, avec ensuite retour à la pompe. Un tel circuit comporte deux branches : une de pression et une de retour.

### Avantages
- Vitesse variable et inversible.
- Contrôle d'efforts variables.
- Puissance ou couple constant.
- Plusieurs pompes et moteurs hydrauliques peuvent être mis en parallèle pour atteindre des puissances élevées, plus de 1 000 kW pour l'entraînement d'hélices de gros bateaux par exemple.

Pour les puissances élevées d'avancement d'engins roulants, le moteur hydraulique est fréquemment en cylindrée variable, ce qui permet d'augmenter le couple en cas d'efforts importants. Cette augmentation peut être manuelle ou automatique.
Pour les petites puissances (tondeuses ou certains chariots élévateurs par exemple), il existe des ensembles compacts, pompes et moteurs dans le même boîtier.

### Éléments constitutifs
- Pompe principale, pompe à pistons axiaux.
- Pompe de gavage : elle compense les fuites et permet le renouvellement de l'huile, pour filtrer et refroidir. Sur les pompes à commande électroproportionnelle, elle permet de piloter les vérins de commande.
- Limiteur de pression de gavage.
- Limiteur de pression haute pression.
- Dispositif d'échange d'huile ou balayage qui traverse la pompe et le moteur hydraulique, afin de nettoyer et refroidir la mécanique.
- Souvent ce retour passe par un refroidisseur avant de retourner à la cuve et même un filtre grossier avec aimant pour retenir les grosses pollutions, car certains moteurs à pistons radiaux créent de la limaille.
- Servocommande automatique ou manuelle.
- Filtre hydraulique sur le circuit de gavage, souvent en aspiration ; il doit être très fin, dix micromètres absolus ou mieux.
- Bien que le réservoir d'huile n'ait pas besoin d'être volumineux en circuit fermé, les problématiques de refroidissement aboutissent à l'usage de réservoirs relativement importants.

### Marques
- Linde
- Jungheinrich
- Parker Denison
- Poclain Hydraulics
- Bosch Rexroth
- Sauer Danfoss
- Toyota Material Handling